# Richmond (condado de Walworth, Wisconsin)
Richmond es un pueblo ubicado en el condado de Walworth en el estado estadounidense de Wisconsin. En el Censo de 2010 tenía una población de 1.884 habitantes y una densidad poblacional de 20,21 personas por km².

## Geografía
Richmond se encuentra ubicado en las coordenadas 42°42′41″N 88°42′21″O / 42.71139, -88.70583. Según la Oficina del Censo de los Estados Unidos, Richmond tiene una superficie total de 93.24 km², de la cual 91.34 km² corresponden a tierra firme y (2.04%) 1.9 km² es agua.

## Demografía
Según el censo de 2010, había 1.884 personas residiendo en Richmond. La densidad de población era de 20,21 hab./km². De los 1.884 habitantes, Richmond estaba compuesto por el 96.34% blancos, el 0.53% eran afroamericanos, el 0.16% eran amerindios, el 0.32% eran asiáticos, el 0% eran isleños del Pacífico, el 2.02% eran de otras razas y el 0.64% pertenecían a dos o más razas. Del total de la población el 4.3% eran hispanos o latinos de cualquier raza.